# Wydział Farmaceutyczny Gdańskiego Uniwersytetu Medycznego
Wydział Farmaceutyczny Gdańskiego Uniwersytetu Medycznego – jeden z czterech wydziałów Gdańskiego Uniwersytetu Medycznego powstały w 1945 r. Jego siedziba znajduje się przy al. gen. J. Hallera 107 w Gdańsku. 
Przez pewien czas nosił nazwę Wydział Farmaceutyczny z Oddziałem Medycyny Laboratoryjnej.

## Struktura
Jednostki wydziału:
- Biblioteka Wydziału Farmaceutycznego
- Katedra Analityki Klinicznej
- Katedra Biofarmacji i Farmakodynamiki
- Katedra i Zakład Biochemii Farmaceutycznej
- Katedra i Zakład Biologii i Botaniki Farmaceutycznej
- Katedra i Zakład Bromatologii
- Katedra i Zakład Chemii Analitycznej
- Katedra i Zakład Chemii Farmaceutycznej
- Katedra i Zakład Chemii Fizycznej
- Katedra i Zakład Chemii Nieorganicznej
- Katedra i Zakład Chemii Organicznej
- Katedra i Zakład Farmacji Stosowanej
- Katedra i Zakład Farmakognozji
- Katedra i Zakład Mikrobiologii Farmaceutycznej
- Katedra i Zakład Patofizjologii Farmaceutycznej
- Katedra i Zakład Technologii Chemicznej Środków Leczniczych
- Katedra i Zakład Toksykologii
- Ośrodek Szkolenia Podyplomowego Wydziału Farmaceutycznego
- Studium Nauczania Matematyki, Statystyki i Informatyki Wydziału Farmaceutycznego

## Kierunki studiów
- farmacja
- analityka medyczna
- przemysł farmaceutyczny i kosmetyczny[4]

## Władze wydziału
Władze wydziału w kadencji 2020–2024
- Dziekan: prof. dr hab. Wojciech Kamysz
- Prodziekan: prof. dr hab. Magdalena Prokopowicz
- Prodziekan: dr hab. Danuta Siluk
- Prodziekan: dr hab. Bartosz Wielgomas

Dziekani z poprzednich kadencji:
- prof. Wiesław Sawicki[1]
- prof. Michał Markuszewski[6]